# 免疫增生性紊乱
免疫增生性紊乱，是一种免疫系统疾病，其特征是免疫系统原代细胞异常增殖，包括B细胞、T细胞和自然杀伤细胞，或过量产生免疫球蛋白（即抗体）。